# Éxodo istriano-dálmata

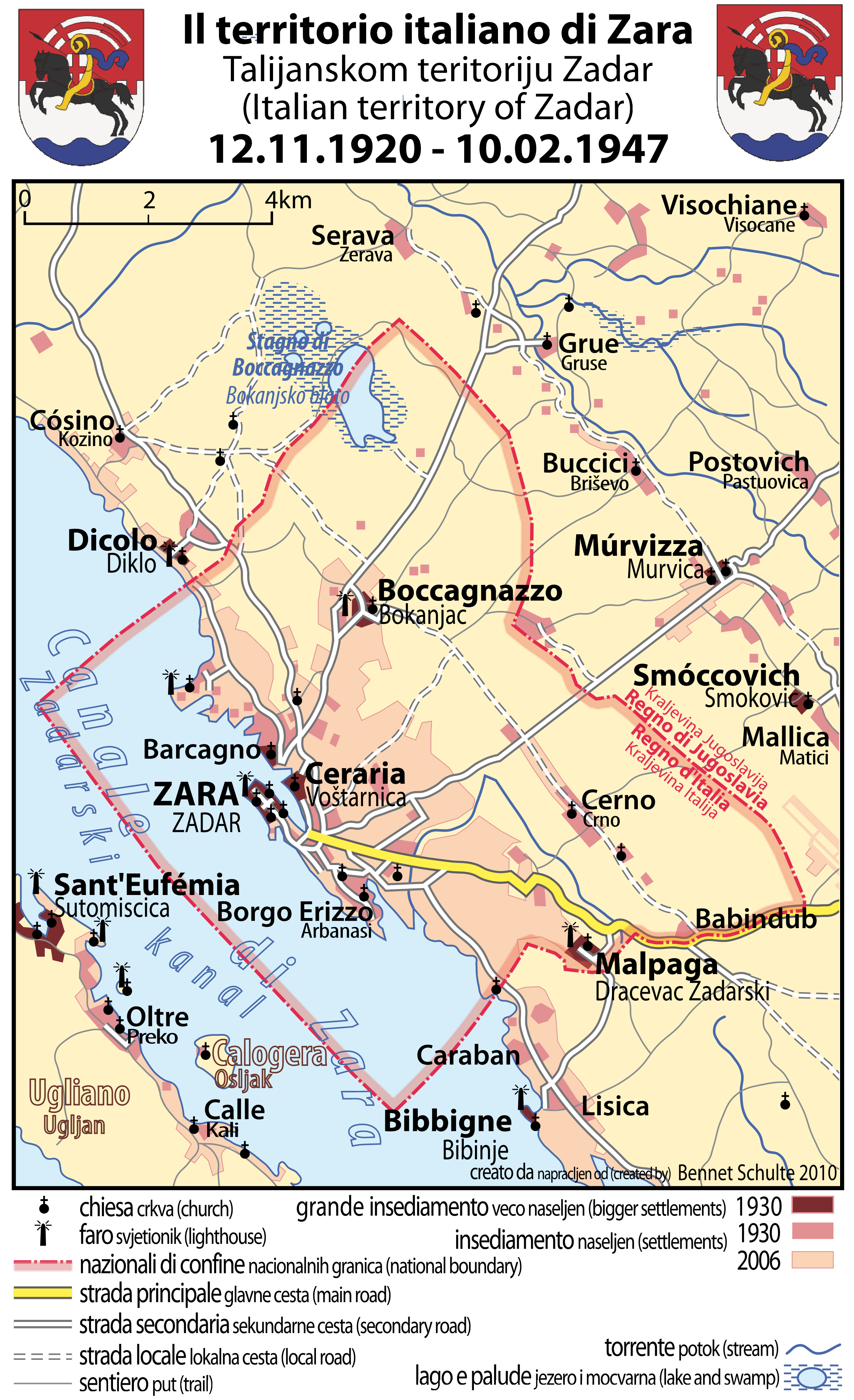
El territorio de Zara italiana (1920-1947). La principal ciudad italiana en Dalmacia, Zara, fue destruida completamente en 1944, obligando a 20.000 de sus 22.000 habitantes a huir hacia Italia en el éxodo istriano-dálmato.

El Éxodo istriano-dálmata fue una migración masiva de italianos originarios de Istria y Dalmacia, ocurrida durante y después de la Segunda Guerra Mundial. Fue provocado principalmente por las masacres de las Foibes, hechas por el presidente Tito.

## Historia
El éxodo de los italianos de Istria y Dalmacia fue la salida forzada de los italianos étnicos de Istria, Fiume y Dalmacia, después de la Segunda Guerra Mundial.
En el momento del éxodo, estos territorios eran parte de Yugoslavia, mientras que hoy forman parte de las Repúblicas de Croacia y Eslovenia. En estas áreas, hubo una política forzada de italianización de la población en las décadas de 1920 y 1930. Además, hubo actos de violencia fascista no obstaculizados por las autoridades, como el incendio de la Narodni dom (Casa Nacional) en Pula y Trieste llevado a cabo por la noche por fascistas con la connivencia de la policía (13 de julio de 1920). La situación se deterioró aún más después de la anexión de la Marcha Juliana, especialmente después de la llegada al poder de Benito Mussolini (1922). En marzo de 1923, el prefecto de la Marcha Juliana prohibió el uso del croata y el esloveno en la administración, mientras que su uso en los tribunales fue prohibido por Real Decreto el 15 de octubre de 1925.
Las actividades de las sociedades y asociaciones croatas y eslovenas (Sokol, salas de lectura, etc.) ya habían sido prohibidas durante la ocupación, pero concretamente más tarde con la Ley de asociaciones (1925), la Ley de manifestaciones públicas (1926) y la Ley sobre el orden público (1926). Todas las sociedades y asociaciones deportivas y culturales eslovenas y croatas tuvieron que cesar sus actividades de conformidad con una decisión de los secretarios fascistas provinciales de fecha 12 de junio de 1927. Además por orden específica del prefecto de Trieste el 19 de noviembre de 1928 también se disolvió la sociedad política Edinost
Istria con Fiume y algunas regiones de Dalmacia, incluyendo Zara, fueron anexadas a Italia después de la Primera Guerra Mundial realizando el anhelo de los irredentistas italianos. Pero al final de la Segunda Guerra Mundial, los territorios de Istria y Dalmacia pasaron a formar parte de Yugoslavia por el Tratado de Paz de París (1947), con la única excepción de los municipios de Muggia y San Dorligo della Valle. El último territorio que pasó a manos de los yugoslavos en febrero de 1947 fue Pola
. Esto produjo que Maria Pasquinelli (matará al general británico De Winton, jefe de las tropas aliadas en Pola). El acuerdo elaborado en el tratado incluía el pago de reparaciones de guerra, el compromiso con los derechos de las minorías y ajustes territoriales como el fin del Imperio colonial italiano en África y los cambios a varias fronteras en la Europa oriental. Tras el tratado miles de italianos padecieron en las Foibes y los yugoslavos solicitaron de los aliados bombardeos indiscriminados de la población civil italiana como en la pequeña Zara.
Después del éxodo quedaron pocos centenares de italianos en Dalmacia y algunos millares en Istria (especialmente en las áreas istrianas del Territorio libre de Trieste). 
En el siglo XXI en varios municipios en Croacia y Eslovenia, los datos del censo de 2001 muestran que todavía hay un cierto número de italianos que viven en la Istria de Eslovenia, como el 39% de la población de Grisignana/Grožnjan, el 40% en Verteneglio/Brtonigla y el 33,25% en Buie/Buje.